# Institut Lazarev des langues orientales

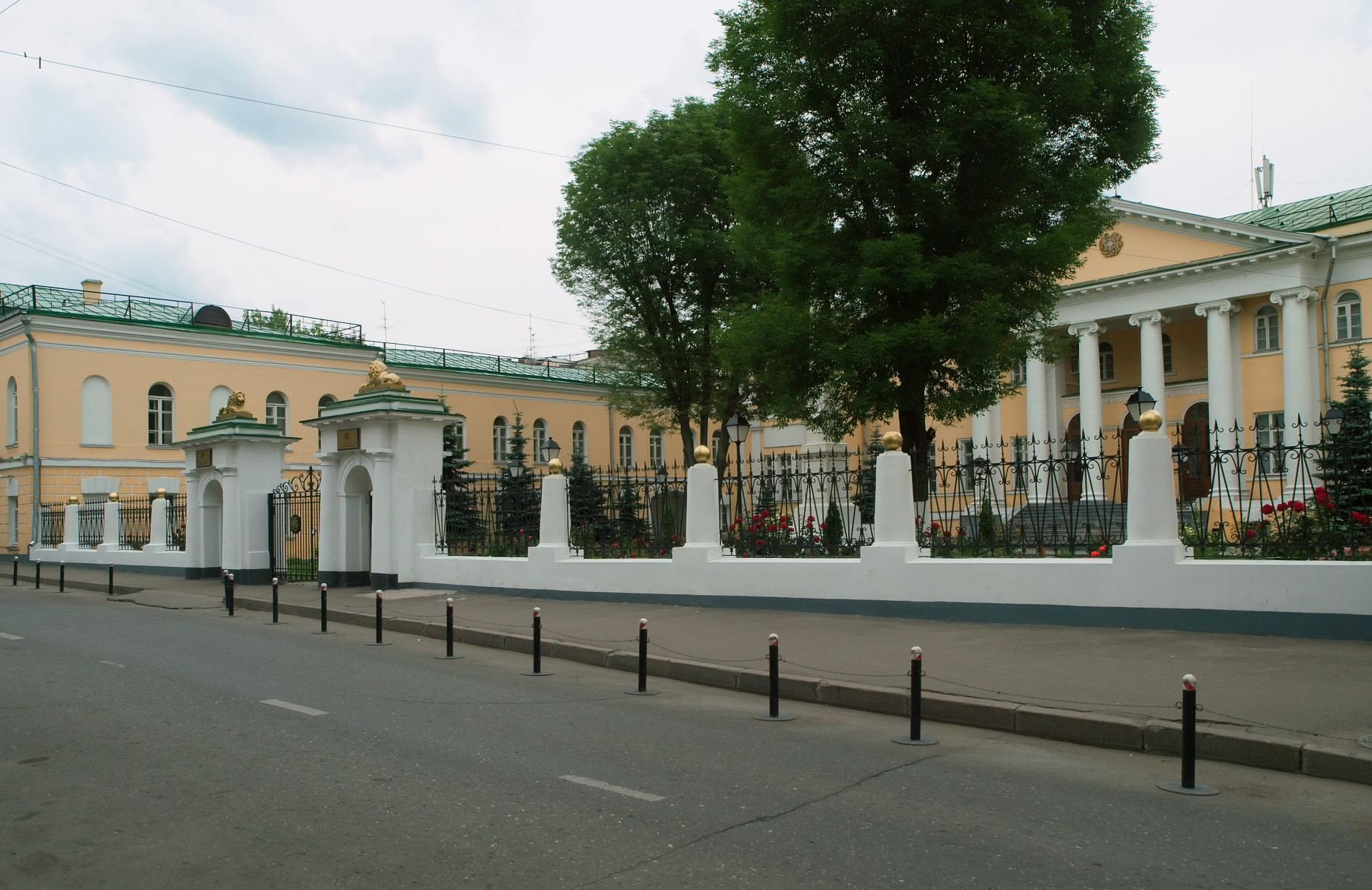
Le bâtiment de l'Institut, actuelle ambassade arménienne.

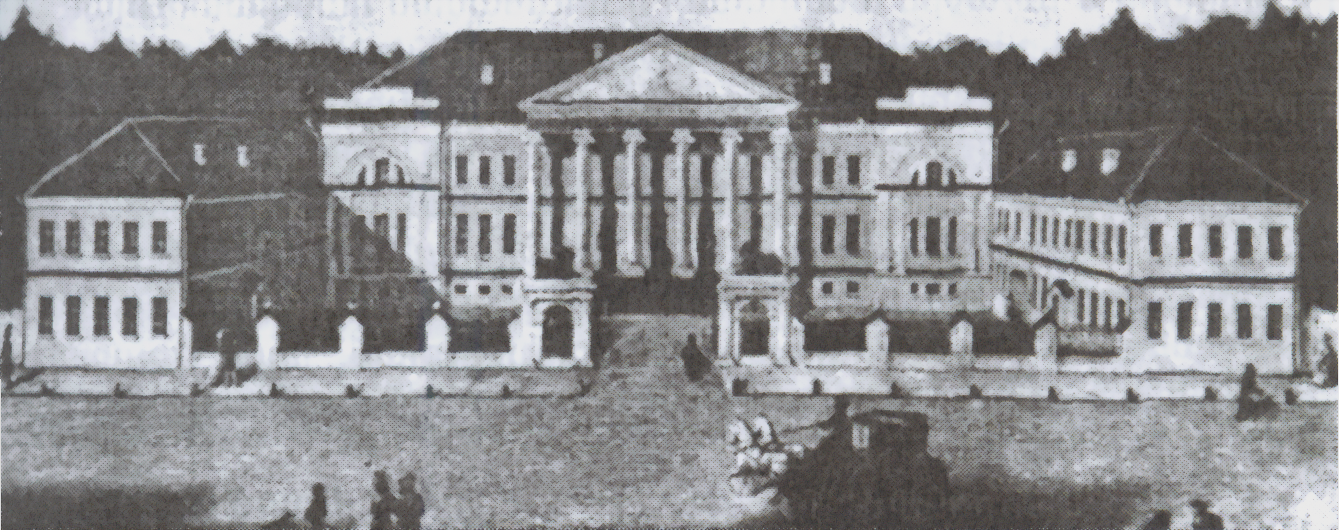
Le bâtiment au XIXe siècle.

L'Institut Lazarev des langues orientales était un établissement d'enseignement spécialisé dans les langues caucasiennes et la culture du Caucase, et notamment de l'Arménie, et un centre culturel de la diaspora arménienne en Russie. Créé en 1815 à Moscou par la famille Lazarev (Lazarian), l'Institut forma de nombreux spécialistes de la Transcaucasie jusqu'à sa fermeture dans les années 1930. Il fut intégré de 1921 à 1954 dans l'institut d'études orientales de Moscou.
Le bâtiment de l'Institut abrite aujourd'hui l'ambassade de la république d'Arménie auprès de la fédération de Russie.